# Список астероїдів (7901—8000)
| Назва                                    | Тимчасове позначення | Дата відкриття    | Місце відкриття                      | Відкривач                                              |
| ---------------------------------------- | -------------------- | ----------------- | ------------------------------------ | ------------------------------------------------------ |
| 7901 Коннай (Konnai)                     | 1996 DP              | 19 лютого 1996    | Обсерваторія Оїдзумі                 | Такао Кобаяші                                          |
| 7902 Ганфф (Hanff)                       | 1996 HT17            | 18 квітня 1996    | Обсерваторія Ла-Сілья                | Ерік Вальтер Ельст                                     |
| 7903 Альбіноні (Albinoni)                | 1996 HV24            | 20 квітня 1996    | Обсерваторія Ла-Сілья                | Ерік Вальтер Ельст                                     |
| 7904 Морроу (Morrow)                     | 1997 JL4             | 1 травня 1997     | Сокорро (Нью-Мексико)                | LINEAR                                                 |
| 7905 Дзюдзоітамі (Juzoitami)             | 1997 OX              | 24 липня 1997     | Обсерваторія Кума Коґен              | Акімаса Накамура                                       |
| 7906 Меланхтон (Melanchton)              | 3081 P-L             | 24 вересня 1960   | Паломарська обсерваторія             | К. Й. ван Гаутен, І. ван Гаутен-Ґроневельд, Т. Герельс |
| 7907 Ерасмус (Erasmus)                   | 4047 P-L             | 24 вересня 1960   | Паломарська обсерваторія             | К. Й. ван Гаутен, І. ван Гаутен-Ґроневельд, Т. Герельс |
| 7908 Цвінглі (Zwingli)                   | 4192 T-1             | 26 березня 1971   | Паломарська обсерваторія             | К. Й. ван Гаутен, І. ван Гаутен-Ґроневельд, Т. Герельс |
| 7909 Ziffer                              | 1975 SK              | 30 вересня 1975   | Паломарська обсерваторія             | Ш. Дж. Бас                                             |
| 7910 Алексола (Aleksola)                 | 1976 GD2             | 1 квітня 1976     | КрАО                                 | Черних Микола Степанович                               |
| 7911 Карлпілчер (Carlpilcher)            | 1977 RZ8             | 8 вересня 1977    | Паломарська обсерваторія             | Едвард Бовелл                                          |
| 7912 Лаповок (Lapovok)                   | 1978 PO3             | 8 серпня 1978     | КрАО                                 | Черних Микола Степанович                               |
| 7913 Порфенов (Parfenov)                 | 1978 TU8             | 9 жовтня 1978     | КрАО                                 | Журавльова Людмила Василівна                           |
| (7914) 1978 UW7                          | 1978 UW7             | 27 жовтня 1978    | Паломарська обсерваторія             | Мішель Олмстід                                         |
| (7915) 1979 MA6                          | 1979 MA6             | 25 червня 1979    | Обсерваторія Сайдинг-Спрінг          | Е. Гелін, Ш. Дж. Бас                                   |
| (7916) 1981 EN                           | 1981 EN              | 1 березня 1981    | Обсерваторія Ла-Сілья                | Анрі Дебеонь, Джованні де Санктіс                      |
| 7917 Гаммергрен (Hammergren)             | 1981 EG5             | 2 березня 1981    | Обсерваторія Сайдинг-Спрінг          | Ш.Дж.Бас                                               |
| 7918 Берриллі (Berrilli)                 | 1981 EJ22            | 2 березня 1981    | Обсерваторія Сайдинг-Спрінг          | Ш. Дж. Бас                                             |
| 7919 Прайм (Prime)                       | 1981 EZ27            | 2 березня 1981    | Обсерваторія Сайдинг-Спрінг          | Ш. Дж. Бас                                             |
| (7920) 1981 XM2                          | 1981 XM2             | 3 грудня 1981     | Обсерваторія Цзицзіньшань            | Обсерваторія Червона Гора                              |
| 7921 Гюбнер (Huebner)                    | 1982 RF              | 15 вересня 1982   | Станція Андерсон-Меса                | Едвард Бовелл                                          |
| (7922) 1983 CO3                          | 1983 CO3             | 12 лютого 1983    | Обсерваторія Ла-Сілья                | Анрі Дебеонь, Джованні де Санктіс                      |
| 7923 Чиба (Chyba)                        | 1983 WJ              | 28 листопада 1983 | Станція Андерсон-Меса                | Едвард Бовелл                                          |
| 7924 Симбірськ (Simbirsk)                | 1986 PW4             | 6 серпня 1986     | КрАО                                 | Черних Микола Степанович, Chernykh, L. I.              |
| 7925 Шелас (Shelus)                      | 1986 RX2             | 6 вересня 1986    | Станція Андерсон-Меса                | Едвард Бовелл                                          |
| (7926) 1986 RD5                          | 1986 RD5             | 3 вересня 1986    | Обсерваторія Ла-Сілья                | Анрі Дебеонь                                           |
| (7927) 1986 WV1                          | 1986 WV1             | 29 листопада 1986 | Обсерваторія Клеть                   | Антонін Мркос                                          |
| 7928 Біжауї (Bijaoui)                    | 1986 WM5             | 27 листопада 1986 | Коссоль                              | CERGA                                                  |
| (7929) 1987 SK12                         | 1987 SK12            | 16 вересня 1987   | Обсерваторія Ла-Сілья                | Анрі Дебеонь                                           |
| (7930) 1987 VD                           | 1987 VD              | 15 листопада 1987 | Обсерваторія Кушіро                  | Сейджі Уеда, Хіроші Канеда                             |
| 7931 Крістіанпедерсен (Kristianpedersen) | 1988 EB1             | 13 березня 1988   | Обсерваторія Брорфельде              | Поуль Єнсен                                            |
| 7932 Плімптон (Plimpton)                 | 1989 GP              | 7 квітня 1989     | Паломарська обсерваторія             | Е. Гелін                                               |
| 7933 Магрітт (Magritte)                  | 1989 GP4             | 3 квітня 1989     | Обсерваторія Ла-Сілья                | Ерік Вальтер Ельст                                     |
| 7934 Сінатра (Sinatra)                   | 1989 SG1             | 26 вересня 1989   | Обсерваторія Ла-Сілья                | Ерік Вальтер Ельст                                     |
| (7935) 1990 EZ5                          | 1990 EZ5             | 1 березня 1990    | Обсерваторія Ла-Сілья                | Анрі Дебеонь                                           |
| 7936 Майкмегі (Mikemagee)                | 1990 OW2             | 30 липня 1990     | Паломарська обсерваторія             | Генрі Гольт                                            |
| (7937) 1990 QA2                          | 1990 QA2             | 22 серпня 1990    | Паломарська обсерваторія             | Генрі Гольт                                            |
| (7938) 1990 SL2                          | 1990 SL2             | 17 вересня 1990   | Паломарська обсерваторія             | Генрі Гольт                                            |
| 7939 Асфоґ (Asphaug)                     | 1991 AP1             | 14 січня 1991     | Паломарська обсерваторія             | Е. Гелін                                               |
| 7940 Еріхмайєр (Erichmeyer)              | 1991 EO1             | 13 березня 1991   | Гарвардська обсерваторія             | Обсерваторія Ок-Ридж                                   |
| (7941) 1991 NE1                          | 1991 NE1             | 12 липня 1991     | Паломарська обсерваторія             | Генрі Гольт                                            |
| (7942) 1991 OK1                          | 1991 OK1             | 18 липня 1991     | Обсерваторія Ла-Сілья                | Анрі Дебеонь                                           |
| (7943) 1991 PQ12                         | 1991 PQ12            | 5 серпня 1991     | Паломарська обсерваторія             | Генрі Гольт                                            |
| (7944) 1991 PR12                         | 1991 PR12            | 5 серпня 1991     | Паломарська обсерваторія             | Генрі Гольт                                            |
| 7945 Крейсау (Kreisau)                   | 1991 RK7             | 13 вересня 1991   | Обсерваторія Карла Шварцшильда       | Ф. Бернґен, Лутц Шмадель                               |
| (7946) 1991 RV13                         | 1991 RV13            | 13 вересня 1991   | Паломарська обсерваторія             | Генрі Гольт                                            |
| 7947 Толанд (Toland)                     | 1992 BE2             | 30 січня 1992     | Обсерваторія Ла-Сілья                | Ерік Вальтер Ельст                                     |
| 7948 Вітакер (Whitaker)                  | 1992 HY              | 24 квітня 1992    | Обсерваторія Кітт-Пік                | Spacewatch                                             |
| (7949) 1992 SU                           | 1992 SU              | 23 вересня 1992   | Паломарська обсерваторія             | Е. Гелін                                               |
| 7950 Березов (Berezov)                   | 1992 SS26            | 28 вересня 1992   | КрАО                                 | Журавльова Людмила Василівна                           |
| (7951) 1992 WC2                          | 1992 WC2             | 18 листопада 1992 | Обсерваторія Кушіро                  | Сейджі Уеда, Хіроші Канеда                             |
| (7952) 1992 XB                           | 1992 XB              | 3 грудня 1992     | Станція JCPM Якіїмо                  | Акіра Наторі, Такеші Урата                             |
| 7953 Кавагуті (Kawaguchi)                | 1993 KP              | 20 травня 1993    | Обсерваторія Кійосато                | Сатору Отомо                                           |
| 7954 Кітао (Kitao)                       | 1993 SQ2             | 19 вересня 1993   | Обсерваторія Кітамі                  | Кін Ендате, Кадзуро Ватанабе                           |
| 7955 Оґівара (Ogiwara)                   | 1993 WE              | 18 листопада 1993 | Обсерваторія Ніхондайра              | Такеші Урата                                           |
| 7956 Ядзі (Yaji)                         | 1993 YH              | 17 грудня 1993    | Обсерваторія Оїдзумі                 | Такао Кобаяші                                          |
| 7957 Антонелла (Antonella)               | 1994 BT              | 17 січня 1994     | Обсерваторія Азіаґо                  | Андреа Боаттіні, Маура Томбеллі                        |
| 7958 Лікі (Leakey)                       | 1994 LE3             | 5 червня 1994     | Паломарська обсерваторія             | Керолін Шумейкер, Юджин Шумейкер                       |
| 7959 Алісечеррі (Alysecherri)            | 1994 PK              | 2 серпня 1994     | Огляд Каталіна                       | Карл Гердженротер                                      |
| 7960 Кондорсе (Condorcet)                | 1994 PW16            | 10 серпня 1994    | Обсерваторія Ла-Сілья                | Ерік Вальтер Ельст                                     |
| 7961 Ерколеполі (Ercolepoli)             | 1994 TD2             | 10 жовтня 1994    | Коллеверде ді Ґвідонія               | Вінченцо Касуллі                                       |
| (7962) 1994 WG3                          | 1994 WG3             | 28 листопада 1994 | Обсерваторія Кушіро                  | Сейджі Уеда, Хіроші Канеда                             |
| 7963 Фалчінеллі (Falcinelli)             | 1995 CA              | 1 лютого 1995     | Обсерваторія Санта-Лючія Стронконе   | Обсерваторія Санта-Лючія Стронконе                     |
| (7964) 1995 DD2                          | 1995 DD2             | 23 лютого 1995    | Обсерваторія Наті-Кацуура            | Йошісада Шімідзу, Такеші Урата                         |
| 7965 Кацухіко (Katsuhiko)                | 1996 BD1             | 17 січня 1996     | Обсерваторія Кітамі                  | Кін Ендате, Кадзуро Ватанабе                           |
| 7966 Річардбаум (Richardbaum)            | 1996 DA              | 18 лютого 1996    | Обсерваторія Оїдзумі                 | Такао Кобаяші                                          |
| 7967 Бені (Beny)                         | 1996 DV2             | 28 лютого 1996    | Обсерваторія Клеть                   | Зденек Моравец                                         |
| 7968 Ельст-Пісарро (Elst-Pizarro)        | 1996 N2              | 14 липня 1996     | Обсерваторія Ла-Сілья                | Ерік Вальтер Ельст, Ґвідо Пісарро                      |
| (7969) 1997 RP3                          | 1997 RP3             | 5 вересня 1997    | Обсерваторія Наті-Кацуура            | Йошісада Шімідзу, Такеші Урата                         |
| 7970 Ліхтенберґ (Lichtenberg)            | 6065 P-L             | 24 вересня 1960   | Паломарська обсерваторія             | К. Й. ван Гаутен, І. ван Гаутен-Ґроневельд, Т. Герельс |
| 7971 Мекбах (Meckbach)                   | 9002 P-L             | 17 жовтня 1960    | Паломарська обсерваторія             | К. Й. ван Гаутен, І. ван Гаутен-Ґроневельд, Т. Герельс |
| 7972 Маріотті (Mariotti)                 | 1174 T-1             | 25 березня 1971   | Паломарська обсерваторія             | К. Й. ван Гаутен, І. ван Гаутен-Ґроневельд, Т. Герельс |
| 7973 Коппершаар (Koppeschaar)            | 1344 T-2             | 29 вересня 1973   | Паломарська обсерваторія             | К. Й. ван Гаутен, І. ван Гаутен-Ґроневельд, Т. Герельс |
| 7974 Верміш (Vermeesch)                  | 2218 T-2             | 29 вересня 1973   | Паломарська обсерваторія             | К. Й. ван Гаутен, І. ван Гаутен-Ґроневельд, Т. Герельс |
| (7975) 1974 FD                           | 1974 FD              | 22 березня 1974   | Астрономічна станція Серро Ель Робле | Карлос Торрес                                          |
| 7976 Пінігін (Pinigin)                   | 1977 QT2             | 21 серпня 1977    | КрАО                                 | Черних Микола Степанович                               |
| (7977) 1977 QQ5                          | 1977 QQ5             | 21 серпня 1977    | Обсерваторія Сайдинг-Спрінг          | Роберт МакНот                                          |
| 7978 Нікнестеров (Niknesterov)           | 1978 SR4             | 27 вересня 1978   | КрАО                                 | Черних Людмила Іванівна                                |
| 7979 Пожарський (Pozharskij)             | 1978 SV7             | 26 вересня 1978   | КрАО                                 | Журавльова Людмила Василівна                           |
| 7980 Сенкевич (Senkevich)                | 1978 TD2             | 3 жовтня 1978     | КрАО                                 | Черних Микола Степанович                               |
| (7981) 1978 VL10                         | 1978 VL10            | 7 листопада 1978  | Паломарська обсерваторія             | Е. Гелін, Ш. Дж. Бас                                   |
| (7982) 1979 MX5                          | 1979 MX5             | 25 червня 1979    | Обсерваторія Сайдинг-Спрінг          | Е. Гелін, Ш. Дж. Бас                                   |
| 7983 Фестин (Festin)                     | 1980 FY              | 16 березня 1980   | Обсерваторія Ла-Сілья                | Клаес-Інґвар Лаґерквіст                                |
| 7984 Маріус                              | 1980 SM              | 29 вересня 1980   | Обсерваторія Клеть                   | Зденька Ваврова                                        |
| 7985 Неделку (Nedelcu)                   | 1981 EK10            | 1 березня 1981    | Обсерваторія Сайдинг-Спрінг          | Ш. Дж. Бас                                             |
| 7986 Романія (Romania)                   | 1981 EG15            | 1 березня 1981    | Обсерваторія Сайдинг-Спрінг          | Ш. Дж. Бас                                             |
| 7987 Волшкевін (Walshkevin)              | 1981 EV22            | 2 березня 1981    | Обсерваторія Сайдинг-Спрінг          | Ш. Дж. Бас                                             |
| 7988 Пукакко (Pucacco)                   | 1981 EX30            | 2 березня 1981    | Обсерваторія Сайдинг-Спрінг          | Ш. Дж. Бас                                             |
| 7989 Пернадавіде (Pernadavide)           | 1981 EW41            | 2 березня 1981    | Обсерваторія Сайдинг-Спрінг          | Ш. Дж. Бас                                             |
| (7990) 1981 SN1                          | 1981 SN1             | 26 вересня 1981   | Станція Андерсон-Меса                | Норман Томас                                           |
| 7991 Каґуяхіме (Kaguyahime)              | 1981 UT7             | 30 жовтня 1981    | Обсерваторія Кісо                    | Хірокі Косаї, Кіїтіро Фурукава                         |
| 7992 Йодзан (Yozan)                      | 1981 WC              | 28 листопада 1981 | Токай (Айті)                         | Тошімата Фурута                                        |
| (7993) 1982 UD2                          | 1982 UD2             | 16 жовтня 1982    | Обсерваторія Клеть                   | Антонін Мркос                                          |
| 7994 Бетеллен (Bethellen)                | 1983 CQ2             | 15 лютого 1983    | Станція Андерсон-Меса                | Едвард Бовелл                                          |
| 7995 Хворостовський (Khvorostovsky)      | 1983 PX              | 4 серпня 1983     | КрАО                                 | Карачкіна Людмила Георгіївна                           |
| 7996 Ведєрніков (Vedernikov)             | 1983 RX3             | 1 вересня 1983    | КрАО                                 | Карачкіна Людмила Георгіївна                           |
| (7997) 1985 CN1                          | 1985 CN1             | 13 лютого 1985    | Обсерваторія Ла-Сілья                | Анрі Дебеонь                                           |
| 7998 Ґончі (Gonczi)                      | 1985 JK              | 15 травня 1985    | Станція Андерсон-Меса                | Едвард Бовелл                                          |
| 7999 Несворни (Nesvorny)                 | 1986 RA3             | 11 вересня 1986   | Станція Андерсон-Меса                | Едвард Бовелл                                          |
| 8000 Ісаак Ньютон (Isaac Newton)         | 1986 RL5             | 5 вересня 1986    | Обсерваторія Ла-Сілья                | Анрі Дебеонь                                           |

| Астероїди 1—10000 → |           |           |           |           |           |           |           |           |            |
| 1—100               | 1001—1100 | 2001—2100 | 3001—3100 | 4001—4100 | 5001—5100 | 6001—6100 | 7001—7100 | 8001—8100 | 9001—9100  |
| 101—200             | 1101—1200 | 2101—2200 | 3101—3200 | 4101—4200 | 5101—5200 | 6101—6200 | 7101—7200 | 8101—8200 | 9101—9200  |
| 201—300             | 1201—1300 | 2201—2300 | 3201—3300 | 4201—4300 | 5201—5300 | 6201—6300 | 7201—7300 | 8201—8300 | 9201—9300  |
| 301—400             | 1301—1400 | 2301—2400 | 3301—3400 | 4301—4400 | 5301—5400 | 6301—6400 | 7301—7400 | 8301—8400 | 9301—9400  |
| 401—500             | 1401—1500 | 2401—2500 | 3401—3500 | 4401—4500 | 5401—5500 | 6401—6500 | 7401—7500 | 8401—8500 | 9401—9500  |
| 501—600             | 1501—1600 | 2501—2600 | 3501—3600 | 4501—4600 | 5501—5600 | 6501—6600 | 7501—7600 | 8501—8600 | 9501—9600  |
| 601—700             | 1601—1700 | 2601—2700 | 3601—3700 | 4601—4700 | 5601—5700 | 6601—6700 | 7601—7700 | 8601—8700 | 9601—9700  |
| 701—800             | 1701—1800 | 2701—2800 | 3701—3800 | 4701—4800 | 5701—5800 | 6701—6800 | 7701—7800 | 8701—8800 | 9701—9800  |
| 801—900             | 1801—1900 | 2801—2900 | 3801—3900 | 4801—4900 | 5801—5900 | 6801—6900 | 7801—7900 | 8801—8900 | 9801—9900  |
| 901—1000            | 1901—2000 | 2901—3000 | 3901—4000 | 4901—5000 | 5901—6000 | 6901—7000 | 7901—8000 | 8901—9000 | 9901—10000 |